# تله‌تون
تله‌تون (به انگلیسی: Teletoon) یک شبکه تلویزیونی کانادایی است که بر پایه شبکه کابلی بنیان گذاشته شده‌است، که تخصص این شبکه در زمینه برنامه‌های پویانمایی است و برای کودکان، نوجوانان و بزرگسالان برنامه (انیمیشن)های خاص خودشان را پخش می‌کند. صاحب امتیاز این شبکه تلویزیونی شرکت تله تون کانادا است که دو شرکت آسترا مدیا و کوروس انترتیمنت آن را سرمایه‌گذاری کردند. نام این شبکه از دو نام تلویزیون و کارتون گرفته شده‌است و به‌طور کلی این شبکه هیچ ارتباطی با شبکه تله‌تون فرانسه ندارد.

## برنامه‌های پخش شده
بخش از بلوک تله تون:
آرزوهای بزرگ یا توتال دراما (جزیره آرزوها، آرزوهای مهیج، تور جهانی آرزوها،انتقام جزیره آرزوها، ستاره‌های آرزوها، جزیره پاکیتو)
آرزوهای بزرگ:سری مسابقات دیوانه وار
موج سواران
جانی آزمایشی
اریکیانا
عدالت جویان
ارزوهای بزرگ راما
تام و جری جدید
هتل ترانسیلوانیا (مجمموعه تلوزیونی)
کمپ لاکباتوم
گروه فری فونیس
۶نوجوان

## دو بلوک جداگانه برای گروه سنی متفاوت
این کانال در روز برنامه‌های کودکان و انیمیشن‌های مناسب برای همه و تا آخر تا ۱۲ سال پخش می‌کند اما از ساعت ۹ شب این کانال به بلوک تله تون نایت به انگلیسی یعنی Teletonn Night یعنی تله تون شب تعغیر می‌کند که برنامه‌ها و انیمیشن‌های نوجوانان و بزرگسالان را پخش می‌کند.